# Suchomasty - zámeček
Suchomasty - zámeček este o arie protejată (arie specială de conservare — SAC, sit de importanță comunitară — SCI) din Republica Cehă întinsă pe o suprafață de 0,05 ha, integral pe uscat.

## Localizare
Centrul sitului Suchomasty - zámeček este situat la coordonatele 49°53′38″N 14°03′26″E / 49.893889°N 14.057222°E.

## Înființare
Situl Suchomasty - zámeček a fost declarat sit de importanță comunitară în aprilie 2005 pentru a proteja 1 specie de animale. Situl a fost protejat și ca arie specială de conservare în iulie 2012.

## Biodiversitate
Situată în ecoregiunea continentală, aria protejată nu include niciun habitat protejat.
La baza desemnării sitului se află o specie protejată de  mamifere: liliacul mic cu potcoavă (Rhinolophus hipposideros).